# Lijst van Natricinae
Onderstaand een lijst van alle soorten slangen uit de onderfamilie waterslangen of Natricinae. De groep telt 253 soorten in 38 geslachten, veertien geslachten zijn monotypisch. Dit betekent dat zij slechts door een enkele soort worden vertegenwoordigd. De lijst is gebaseerd op de Reptile Database.
- Soort Adelophis copei
- Soort Adelophis foxi
- Soort Afronatrix anoscopus
- Soort Amphiesma stolatum
- Soort Amphiesmoides ornaticeps
- Soort Anoplohydrus aemulans
- Soort Aspidura brachyorrhos
- Soort Aspidura ceylonensis
- Soort Aspidura copei
- Soort Aspidura deraniyagalae
- Soort Aspidura desilvai
- Soort Aspidura drummondhayi
- Soort Aspidura guentheri
- Soort Aspidura ravanai
- Soort Aspidura trachyprocta
- Soort Atretium schistosum
- Soort Atretium yunnanensis
- Soort Blythia hmuifang
- Soort Blythia reticulata
- Soort Clonophis kirtlandii
- Soort Fowlea asperrimus
- Soort Fowlea flavipunctatus
- Soort Fowlea melanzostus
- Soort Fowlea piscator
- Soort Fowlea punctulatus
- Soort Fowlea sanctijohannis
- Soort Fowlea schnurrenbergeri
- Soort Fowlea tytleri
- Soort Haldea striatula
- Soort Hebius andreae
- Soort Hebius annamensis
- Soort Hebius arquus
- Soort Hebius atemporale
- Soort Hebius beddomei
- Soort Hebius bitaeniatum
- Soort Hebius boulengeri
- Soort Hebius celebicum
- Soort Hebius chapaensis
- Soort Hebius clerki
- Soort Hebius concelarum
- Soort Hebius craspedogaster
- Soort Hebius deschauenseei
- Soort Hebius flavifrons
- Soort Hebius frenatum
- Soort Hebius groundwateri
- Soort Hebius inas
- Soort Hebius ishigakiense
- Soort Hebius johannis
- Soort Hebius kerinciense
- Soort Hebius khasiense
- Soort Hebius lacrima
- Soort Hebius leucomystax
- Soort Hebius metusium
- Soort Hebius miyajimae
- Soort Hebius modestum
- Soort Hebius monticola
- Soort Hebius nicobariense
- Soort Hebius octolineatum
- Soort Hebius optatum
- Soort Hebius parallelum
- Soort Hebius petersii
- Soort Hebius popei
- Soort Hebius pryeri
- Soort Hebius sanguineum
- Soort Hebius sangzhiensis
- Soort Hebius sarasinorum
- Soort Hebius sarawacense
- Soort Hebius sauteri
- Soort Hebius taronense
- Soort Hebius venningi
- Soort Hebius vibakari
- Soort Hebius viperinum
- Soort Hebius yanbianensis
- Soort Helophis schoutedeni
- Soort Herpetoreas burbrinki
- Soort Herpetoreas pealii
- Soort Herpetoreas platyceps
- Soort Herpetoreas sieboldii
- Soort Herpetoreas xenura
- Soort Hydrablabes periops
- Soort Hydrablabes praefrontalis
- Soort Hydraethiops laevis
- Soort Hydraethiops melanogaster
- Soort Iguanognathus werneri
- Soort Isanophis boonsongi
- Soort Limnophis bangweolicus
- Soort Limnophis bicolor
- Soort Limnophis branchi
- Soort Liodytes alleni
- Soort Liodytes pygaea
- Soort Liodytes rigida
- Soort Natriciteres bipostocularis
- Soort Natriciteres fuliginoides
- Soort Natriciteres olivacea
- Soort Natriciteres pembana
- Soort Natriciteres sylvatica
- Soort Natriciteres variegata
- Soort Natrix astreptophora
- Soort Natrix helvetica
- Soort Natrix maura
- Soort Natrix natrix
- Soort Natrix tessellata
- Soort Nerodia clarkii
- Soort Nerodia cyclopion
- Soort Nerodia erythrogaster
- Soort Nerodia fasciata
- Soort Nerodia floridana
- Soort Nerodia harteri
- Soort Nerodia paucimaculata
- Soort Nerodia rhombifer
- Soort Nerodia sipedon
- Soort Nerodia taxispilota
- Soort Opisthotropis alcalai
- Soort Opisthotropis andersonii
- Soort Opisthotropis atra
- Soort Opisthotropis cheni
- Soort Opisthotropis cucae
- Soort Opisthotropis daovantieni
- Soort Opisthotropis durandi
- Soort Opisthotropis guangxiensis
- Soort Opisthotropis haihaensis
- Soort Opisthotropis hungtai
- Soort Opisthotropis jacobi
- Soort Opisthotropis kikuzatoi
- Soort Opisthotropis kuatunensis
- Soort Opisthotropis lateralis
- Soort Opisthotropis latouchii
- Soort Opisthotropis laui
- Soort Opisthotropis maculosa
- Soort Opisthotropis maxwelli
- Soort Opisthotropis rugosa
- Soort Opisthotropis shenzhenensis
- Soort Opisthotropis spenceri
- Soort Opisthotropis tamdaoensis
- Soort Opisthotropis typica
- Soort Opisthotropis voquyi
- Soort Opisthotropis zhaoermii
- Soort Paratapinophis praemaxillaris
- Soort Pseudagkistrodon rudis
- Soort Regina grahamii
- Soort Regina septemvittata
- Soort Rhabdophis adleri
- Soort Rhabdophis akraios
- Soort Rhabdophis angeli
- Soort Rhabdophis auriculatus
- Soort Rhabdophis barbouri
- Soort Rhabdophis callichroma
- Soort Rhabdophis callistus
- Soort Rhabdophis ceylonensis
- Soort Rhabdophis chiwen
- Soort Rhabdophis chrysargoides
- Soort Rhabdophis chrysargos
- Soort Rhabdophis conspicillatus
- Soort Rhabdophis flaviceps
- Soort Rhabdophis guangdongensis
- Soort Rhabdophis himalayanus
- Soort Rhabdophis leonardi
- Soort Rhabdophis lineatus
- Soort Rhabdophis murudensis
- Soort Rhabdophis nigrocinctus
- Soort Rhabdophis nuchalis
- Soort Rhabdophis pentasupralabialis
- Soort Rhabdophis plumbicolor
- Soort Rhabdophis rhodomelas
- Soort Rhabdophis spilogaster
- Soort Rhabdophis subminiatus
- Soort Rhabdophis swinhonis
- Soort Rhabdophis tigrinus
- Soort Rhabdops aquaticus
- Soort Rhabdops olivaceus
- Soort Smithophis arunachalensis
- Soort Smithophis atemporalis
- Soort Smithophis bicolor
- Soort Smithophis linearis
- Soort Storeria dekayi
- Soort Storeria hidalgoensis
- Soort Storeria occipitomaculata
- Soort Storeria storerioides
- Soort Storeria victa
- Soort Thamnophis atratus
- Soort Thamnophis bogerti
- Soort Thamnophis brachystoma
- Soort Thamnophis butleri
- Soort Thamnophis chrysocephalus
- Soort Thamnophis conanti
- Soort Thamnophis couchii
- Soort Thamnophis cyrtopsis
- Soort Thamnophis elegans
- Soort Thamnophis eques
- Soort Thamnophis errans
- Soort Thamnophis exsul
- Soort Thamnophis fulvus
- Soort Thamnophis gigas
- Soort Thamnophis godmani
- Soort Thamnophis hammondii
- Soort Thamnophis lineri
- Soort Thamnophis marcianus
- Soort Thamnophis melanogaster
- Soort Thamnophis mendax
- Soort Thamnophis nigronuchalis
- Soort Thamnophis ordinoides
- Soort Thamnophis postremus
- Soort Thamnophis proximus
- Soort Thamnophis pulchrilatus
- Soort Thamnophis radix
- Soort Thamnophis rossmani
- Soort Thamnophis rufipunctatus
- Soort Thamnophis saurita
- Soort Thamnophis scalaris
- Soort Thamnophis scaliger
- Soort Thamnophis sirtalis
- Soort Thamnophis sumichrasti
- Soort Thamnophis unilabialis
- Soort Thamnophis validus
- Soort Trachischium apteii
- Soort Trachischium fuscum
- Soort Trachischium guentheri
- Soort Trachischium laeve
- Soort Trachischium monticola
- Soort Trachischium sushantai
- Soort Trachischium tenuiceps
- Soort Trimerodytes aequifasciatus
- Soort Trimerodytes annularis
- Soort Trimerodytes balteatus
- Soort Trimerodytes percarinatus
- Soort Trimerodytes yapingi
- Soort Trimerodytes yunnanensis
- Soort Tropidoclonion lineatum
- Soort Tropidonophis aenigmaticus
- Soort Tropidonophis dahlii
- Soort Tropidonophis dendrophiops
- Soort Tropidonophis dolasii
- Soort Tropidonophis doriae
- Soort Tropidonophis elongatus
- Soort Tropidonophis halmahericus
- Soort Tropidonophis hypomelas
- Soort Tropidonophis mairii
- Soort Tropidonophis mcdowelli
- Soort Tropidonophis montanus
- Soort Tropidonophis multiscutellatus
- Soort Tropidonophis negrosensis
- Soort Tropidonophis novaeguineae
- Soort Tropidonophis parkeri
- Soort Tropidonophis picturatus
- Soort Tropidonophis punctiventris
- Soort Tropidonophis statisticus
- Soort Tropidonophis truncatus
- Soort Virginia valeriae
- Soort Xenochrophis bellulus
- Soort Xenochrophis cerasogaster
- Soort Xenochrophis maculatus
- Soort Xenochrophis trianguligerus
- Soort Xenochrophis vittatus